# Per Engdahl
Per Engdahl – nascido em 25 de fevereiro de 1909 em Jönköping, falecido em 4 de maio de 1994 em Malmo – foi um líder fascista sueco dos anos 20-40.